# Ведьма (фильм, 2006)
«Ве́дьма» — художественный фильм, снятый в 2006 году режиссёром Олегом Фесенко по мотивам повести Николая Гоголя «Вий».

## Сюжет
Весёлый и обаятельный журналист Айван известен своим пристрастием к светским тусовкам и публичным скандалам. Поэтому предложение босса отправиться исследовать природу загадочных явлений, происходящих в отдалённом городке, воспринимает без особого энтузиазма. Намереваясь побыстрее разделаться с досадным поручением, Айван отправляется в путь. Однако к вечеру его автомобиль оказывается на заброшенной дороге, которая приводит героя к старому дому, где заблудившемуся путнику удаётся найти приют. Когда часы пробили полночь, на пороге комнаты появилась очаровательная девушка по имени Мэрил. Большой любитель женского общества, он пускает в ход всё своё обаяние и быстро встречает взаимность. У Айвана и в мыслях нет, что объятия нежной девы обернутся настоящим кошмаром.

## Отличия от книги
Фильм является очень вольной интерпретацией гоголевского «Вия», его события происходят в очевидно другое время и другой стране, но основным отличием является то, что в фильме отсутствует Вий, а главным антагонистом является сама ведьма Мэрил. Несмотря на это, общая фабула со священнослужителем, вынужденным три ночи противостоять нечисти в храме силой молитвы, сохранена. Концовка фильма отличается от оригинала: в отличие от Хомы Брута, Айвану хватило сил, чтобы победить ведьму. Однако всё же остаётся угроза со стороны Кэтлин, младшей сестры Мэрил,тоже ведьмы,давшей Айвану понять,что  намерена мстить.

## В ролях
| Актёр             | Роль                |
| ----------------- | ------------------- |
| Валерий Николаев  | Айван Бергхоф       |
| Евгения Крюкова   | Мэрил               |
| Лембит Ульфсак    | шериф               |
| Арнис Литицис     | мистер Патч         |
| Юхан Ульфсак      | 1-й помощник шерифа |
| Райн Тольк        | 2-й помощник шерифа |
| Ита Эвер          | старая ведьма       |
| Ян Реккор         | священник           |
| Пеэтер Волконский | доктор              |

## Съёмочная группа
- Авторы сценария: Владимир Брагин, Игорь Митюшин, Олег Фесенко
- Режиссёр-постановщик: Олег Фесенко
- Оператор: Арунас Баразнаускас
- Художник-постановщик: Леван Лазишвили
- Композиторы: Олег Федосеев, Илар Оаль, Unreal
- Звукорежиссёр: Алексей Самоделко
- Монтаж: Ярослав Мочалов
- Художник-гримёр: Марина Фесенко
- Костюмы: Наталья Ершова, Эукен Тамберг

## Технические данные
- Производство: «Lizard Cinema Trade»
- Художественный фильм, цветной.
- Ограничение по возрасту: не рекомендуется лицам до 16 лет
- Прокатное удостоверение № 111012206 от 14.11.2006 г.
- Первый показ в кинотеатре: 30 ноября 2006 года
- Сборы: $ 4 890 521

## Критика
Фильм получил негативные рецензии от кинокритиков.
Издания «Коммерсантъ», «Афиша», «Киноафиша» и «Кино Mail.ru» опубликовали негативные отзывы. Кинокритик Евгений Баженов также опубликовал негативную рецензию на фильм.
Александр Чекулаев из журнала «Мир фантастики» дал фильму среднюю оценку.